# المملكة من الداخل (كتاب)
المملكة من الداخل هو كتاب للمؤلف البريطاني روبرت ليسي يتحدث عن التاريخ السياسي المعاصر للمملكة العربية السعودية منذ عام 1979 وحتى عام 2009.

## خلفية
قام روبرت ليسي بتأليف كتاب سابق صدر عام 1982 يتحدث فيه عن التاريخ السياسي الحديث للمملكة منذ نشأتها وحتى عام 1979 وقامت الحكومة السعودية بمنع الكتاب من الدخول إلى أراضيها وقامت وزارة الإعلام السعودية بكتابة نقاط وملاحظات حول ما وصفته بمغالطات جائت بالكتاب خاصة حول الخلافات بين الملك سعود والملك فيصل.

## العودة إلى السعودية
عاد روبرت ليسي إلى السعودية عام 2006 وأقام فيها لمدة 3 سنوات بتأشيرة مؤلف وسافر إلى جميع مناطق وأنحاء المملكة العربية السعودية المختلفة وخلال فترة إقامته قام بتأليف الكتاب.

## تفاصيل الكتاب
تحدث في الكتاب عن عدة شخصيات سعودية مثل الكاتب جمال خاشقجي والمدون فؤاد الفرحان والجهادي أسامة بن لادن ورجل الدين الشيعي حسن الصفار.